# Squannit (księżyc)
Squannit – księżyc asteroidy (66391) Moshup. Jego średnica wynosi około 450 metrów. Księżyc i jego macierzysta asteroida to najbliższy Słońcu układ podwójny.

## Odkrycie i nazewnictwo
Odkrycie Squannit zostało zasugerowane przez czeski zespół astronomów pod kierownictwem Petra Praveca i Lenki Kotkovej z Obserwatorium Ondřejova na podstawie obserwacji fotometrycznych przeprowadzonych 19 czerwca 2000, co później zostało potwierdzone obserwacjami radarowymi z Obserwatorium Arecibo przez zespół pod kierownictwem Stevena J. Ostro aż do oficjalnego odkrycia 21 maja 2001.
Odkrycie zostało ogłoszone przez Międzynarodową Unię Astronomiczną dwa dni później, 23 maja 2001, a księżycowi nadano tymczasową nazwę S/2001 (66391) 1.
27 sierpnia 2019 Minor Planet Center ogłosiło, że otrzymał nazwę Squannit, na cześć żony Moshupa, olbrzyma z legend Moheganów.

## Charakterystyka orbitalna
Squannit krąży wokół wspólnego środka barycentrum po wstecznej, prawie kołowej orbicie w średniej odległości 2,548 km od jej planetoidy macierzystej. Mimośród orbity wynosi 0,0004, orbita jest nachylona pod kątem 156,1° w stosunku do równika Moshup. Księżyc potrzebuje 17 godzin i 25 minut na pełne okrążenie orbity.

## Charakterystyka fizyczna
Dotychczasowe obserwacje wskazują na ciało o nieregularnym kształcie, wydłużone; najdokładniejsze określenie średnicy wynosi 451 ± 27 metrów. Jeśli chodzi o dokładne wymiary, najdokładniejsza wartość to 0,571 × 0,463 × 0,349 m. Jego masa wynosi 1.35 ± 0.24 · 1011 kg, natomiast gęstość wynosi 2,8 g/m3. Uważa się, że oba ciała powstały w wyniku zderzenia protoasteroidy z inną asteroidą.